# Sortnæbbet bjergtukan
Sortnæbbet bjergtukan (latin: Andigena nigrirostris) er en fugl i familien tukaner i ordenen spættefugle, der lever i Andesbjergene.